# Chiesa di San Lorenzo Martire (Bedonia)
La chiesa di San Lorenzo Martire è un luogo di culto cattolico dalle forme neoclassiche, situato nel piccolo borgo di Cornolo, frazione di Bedonia, in provincia di Parma e diocesi di Piacenza-Bobbio; è sede di una parrocchia compresa nel vicariato della Val Taro e Val Ceno.

## Storia
Il luogo di culto originario fu costruito in epoca medievale; la più antica testimonianza della sua esistenza risale al XIII secolo, quando la cappella fu citata tra le dipendenze della pieve di Calice.
In seguito la giurisdizione sul piccolo tempio passò alla pieve di Pione, come dimostrato dalla Ratio Decimarum della diocesi di Piacenza del 1352.
Nel 1577 la chiesa fu elevata a sede parrocchiale autonoma.
In epoca imprecisata il luogo di culto fu ristrutturato in forme neoclassiche.
Nel 2008 il tempio fu interessato da lavori di restauro e consolidamento strutturale.

## Descrizione

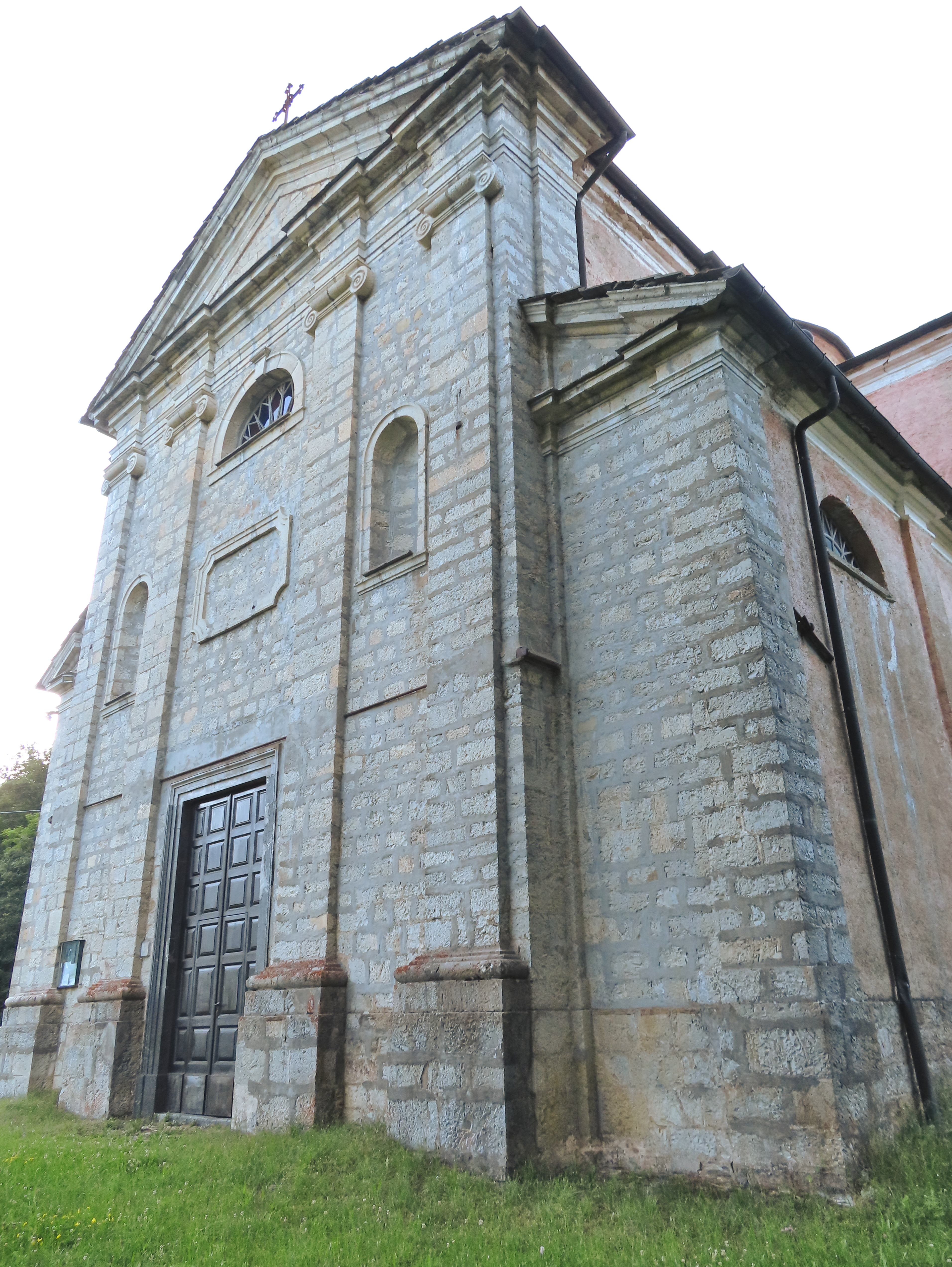
Facciata

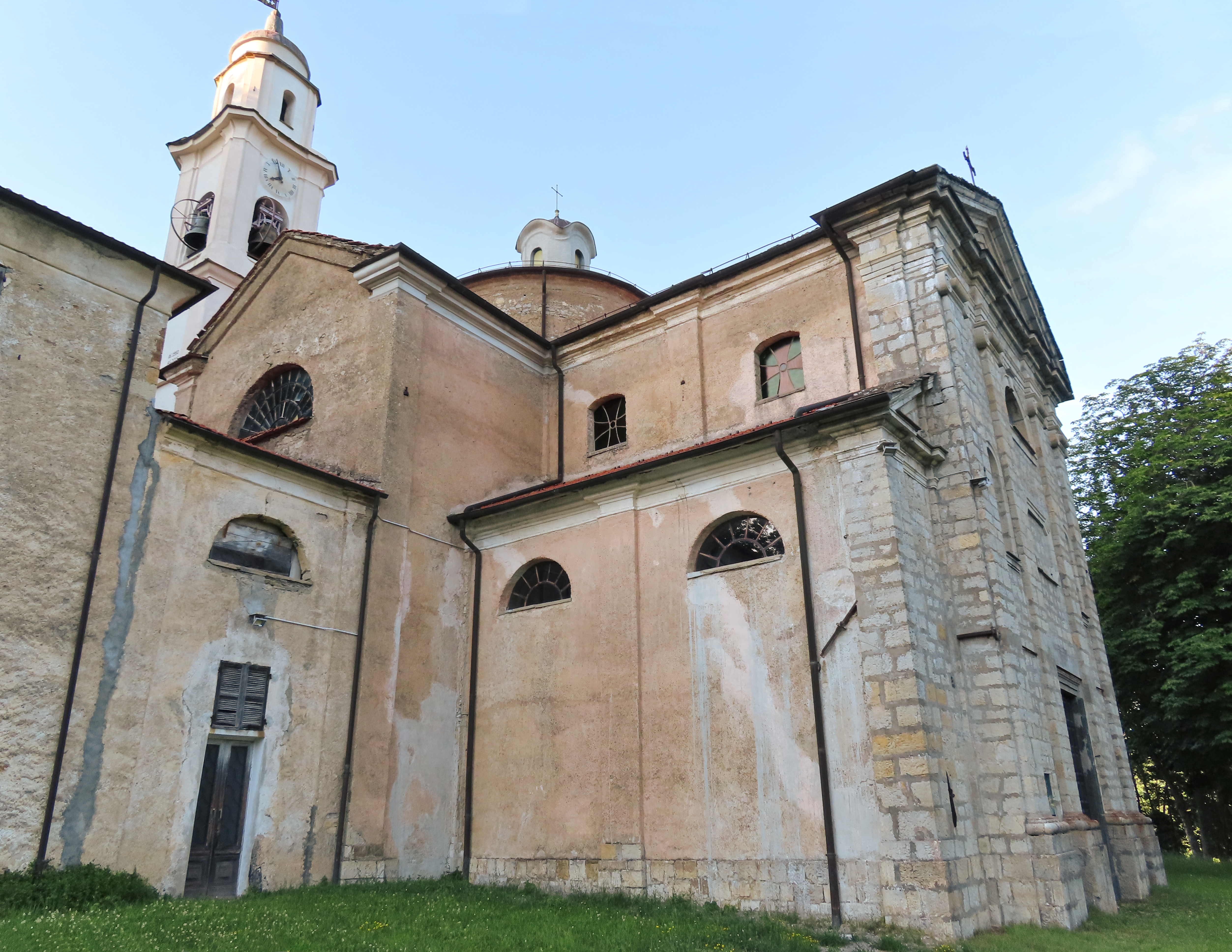
Facciata e lato ovest

La chiesa si sviluppa su un impianto a croce latina, con una navata unica affiancata da due cappelle per lato, transetto e presbiterio absidato a nord.
La simmetrica facciata a salienti, interamente rivestita in pietra, è scandita verticalmente da quattro alte lesene coronate da capitelli ionici; nel mezzo è collocato l'ampio portale d'ingresso, delimitato da una cornice modanata; più in alto si trova una specchiatura rettangolare con angoli convessi, affiancata da due nicchie ad arco a tutto sesto e sormontata da un finestrone a lunetta; a coronamento dell'avancorpo centrale si staglia un frontone triangolare con cornice in aggetto; ai lati le fronti delle cappelle sono delimitate esternamente da lesene doriche a sostegno dei semi-frontoni triangolari.
Dai fianchi intonacati aggettano i bassi volumi delle cappelle, illuminate da due aperture a lunetta per parte; in sommità si affacciano dalla navata due finestroni rettangolari per lato. Più avanti ciascuno dei due alti rami del transetto, ornato con lesene doriche sulle estremità, presenta nel mezzo della facciata a capanna una grande apertura a lunetta; dal centro dell'edificio emerge, in corrispondenza della crociera, un tamburo a pianta ovale, su cui si eleva una lanterna, illuminata da quattro monofore ad arco a tutto sesto e coronata da una piccola cupola in rame. Sul fondo aggettano dal presbiterio la sagrestia a est e l'ampia canonica a ovest.
Sul retro si allunga l'abside, scandita da quattro lesene doriche e illuminata in sommità da tre finestre ad arco ribassato; sulla sinistra si erge su due ordini, ornati con specchiature rettangolari e scanditi da fasce marcapiano, il campanile; la cella campanaria si affaccia sulle quattro fronti attraverso ampie monofore ad arco a tutto sesto, delimitate da lesene; in sommità si staglia oltre il cornicione mistilineo in aggetto una lanterna a pianta quadrata con spigoli smussati, illuminata da quattro piccole aperture ad arco a tutto sesto; a coronamento si erge una cupola a cipolla in rame.
All'interno la navata è coperta da una volta a botte lunettata, decorata con affreschi raffiguranti soggetti religiosi tra motivi floreali; i fianchi sono scanditi in due campate da lesene corinzie a sostegno del cornicione perimetrale in aggetto; le cappelle laterali voltate a botte, dedicate rispettivamente al battistero e a san Giuseppe e alla Madonna sulla destra e a sant'Alessio e a san Rocco sulla sinistra, si affacciano sull'aula attraverso ampie arcate a tutto sesto.
I due alti rami del transetto, chiusi superiormente da volte a botte dipinte a cassettoni, accolgono le cappelle intitolate al Sacro Cuore a destra e a sant'Antonio da Padova a sinistra; la crociera è coperta da una cupola su pennacchi.
Il presbiterio, lievemente sopraelevato, è preceduto da una balaustra in marmo di Carrara; l'ambiente, chiuso superiormente da una volta a botte lunettata affrescata, accoglie l'altare maggiore a mensa e l'ambone marmorei; sul fondo l'abside, scandita da lesene corinzie, è chiusa superiormente dal catino con spicchi a vela lunettati.
La chiesa conserva varie opere, tra cui un rilievo seicentesco in legno, raffigurante Dio padre e il Cristo morto.